# Frederik August van Nassau-Usingen
Frederik August (Usingen, 23 april 1738 - Biebrich, 24 maart 1816) was van 1803 tot 1806 vorst van Nassau-Usingen en daarna tot zijn dood hertog van Nassau.

## Biografie
Frederik August was de tweede zoon van vorst Karel van Nassau-Usingen en Christiane Wilhelmina van Saksen-Eisenach, dochter van hertog Johan Willem van Saksen-Eisenach en Magdalene Sibylle van Saksen-Weissenfels. Vanaf 1744 woonde hij met zijn ouders in Slot Biebrich bij Wiesbaden. In 1768 liet hij in Usingen het Prinzenpalais bouwen, dat hij tot 1803 bewoonde.
Frederik August doorliep een militaire carrière in het keizerlijke leger. Hij onderscheidde zich in de Zevenjarige Oorlog (1756-63) aan de kant van Oostenrijk tegen Pruisen. Hij was sinds 13 april 1775 luitenant-generaal der infanterie in het Staatse leger.. Hij werd in 1790 gepromoveerd tot keizerlijk veldmaarschalk.
Frederik August volgde in 1803 zijn broer Karel Willem op als vorst van Nassau-Usingen. Na het einde van het oude rijk lukte het hem de annexatie van zijn grondgebied door Napoleon te verhinderen, doordat hij in 1806 tot de Rijnbond toetrad. Met zijn achterneef Frederik Willem van Nassau-Weilburg stond hij bij de formatie van deze Rijnbond (juli 1806) aan Frankrijk af: Kastel en Kostheim, en aan het groothertogdom Berg: Königswinter, Vilich, Deuz en Linz. Frederik August en Frederik Willem regeerden gemeenschappelijk het nieuwe hertogdom Nassau (Frederik August droeg als enige de titel hertog van Nassau), dat was gevormd door samenvoeging van hun verenigde vroegere gebieden en vergroot met de aanwinsten door hun toetreding tot de Rijnbond, te weten de soevereiniteit over:
- Het graafschap Holzappel en de heerlijkheid Schaumburg.
- Het deel van het graafschap Wied-Runkel ten zuiden van de Lahn en de ambten Dierdorf, Altenwied en Neuerburg.
- Het deel van het graafschap Diez dat bezit was van Willem VI van Oranje-Nassau (ambten Diez, Dauborn en Marienberg) en het deel dat Willem VI van Oranje-Nassau bezat van Nassau, Camberg, Wehrheim, Mensfelden, Eisenbach, Bad Ems, Kirberg, alsmede de ambten Burbach en Neunkirchen.
- Het graafschap Wied-Runkel (ambten Grenzhausen, Heddesdorf en de stad Neuwied).
- Bepaalde goederen van de vorsten van Solms: de ambten Braunfels, Greifenstein en Hohensolms.
- En tot slot:
  - Van de graven von Bassenheim: de heerlijkheden Reifenberg en Kransberg.
  - Van de vorsten von der Leyen: de heerlijkheden Fachbach, Müllen en Nievern.
  - Van de baronnen von Stein: de heerlijkheden Frücht en Sweighausen.
  - Van de familie von Boos-Waldeck: Wasenbach.
  - Van de familie von Preuschen: Osterspai.
  - Van de familie von Sickingen: Sauerthal.
  - Van de familie von Marioth: Langenau.
  - Van de familie von Coudenhove: Niederhofheim.
  - Van de familie von Schönborn-Frankenstein: Dornassenheim.[1]

Frederik August was een verlichte en liberale heerser die, door middel van hervormingen, zoals de afschaffing van belastingprivileges van de adel, de invoering van persvrijheid en de bepaling alle burgers voor de wet gelijk waren, een moderne staat stichtte. Hij schafte in 1808 de lijfeigenschap af, vaardigde in 1811 een op gelijkheid van heffing gebaseerde belastingwet uit, en schonk zijn land op 1 en 2 september 1814 als eerste Duitse vorst een grondwet die voorzag in een landdag. Zijn hof in Slot Biebrich werd door bezoekers wegens de gastvrijheid en sereniteit geprezen. In het slotpark liet hij de Mosburg bouwen, waar hij zich graag terugtrok.
Na de zich aftekenende nederlaag van Napoleon kon hij door een tijdige wisseling van partij de soevereiniteit van zijn land ook in de Duitse Bond redden. Bij verdrag van 26 november 1813/14 juli 1814 gaf het hertogdom Nassau aan Willem VI van Oranje-Nassau (dan inmiddels soeverein vorst Willem Frederik der Nederlanden) de ambten Burbach en Neunkirchen en diens deel van het graafschap Diez terug en stond het het gehele ambt Kirberg en het dorp Mensfelden af alsmede een deel van het ambt Camberg. Als tegenprestatie erkende Willem Frederik het totale bezit van de ambten Nassau en Wehrheim door het hertogdom Nassau. Kasteel Nassau bleef gemeenschappelijk bezit van de Walramse en de Ottoonse Linie. Op 31 mei 1815 tekende Frederik August een verdrag met Pruisen over ruil van bezittingen. Nassause troepen namen op 18 juni 1815 onder het bevel van Arthur Wellesley, hertog van Wellington, deel aan de Slag bij Waterloo tegen Napoleon. Ter herdenking van deze gebeurtenis werd 50 jaar na de slag op de Luisenplatz in Wiesbaden een monument opgericht.
Frederik August overleed op 24 maart 1816 zonder mannelijke nakomelingen, hij werd begraven in de Laurentiuskerk te Usingen. Het hertogdom Nassau viel na zijn dood aan zijn achterneef Willem, nadat diens vader Frederik Willem kort daarvoor op 16 januari 1816 bij een tragisch ongeluk in Slot Weilburg om het leven was gekomen.

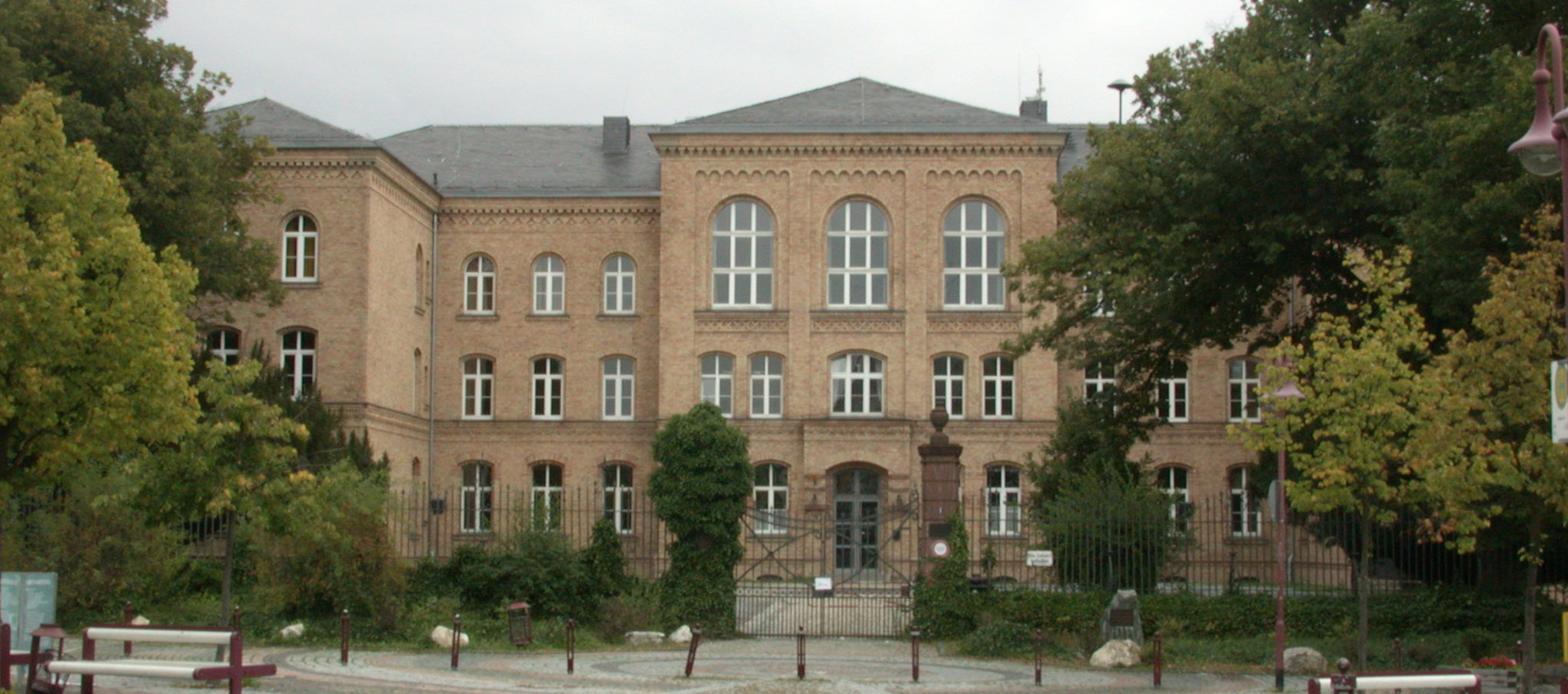
Slot Usingen
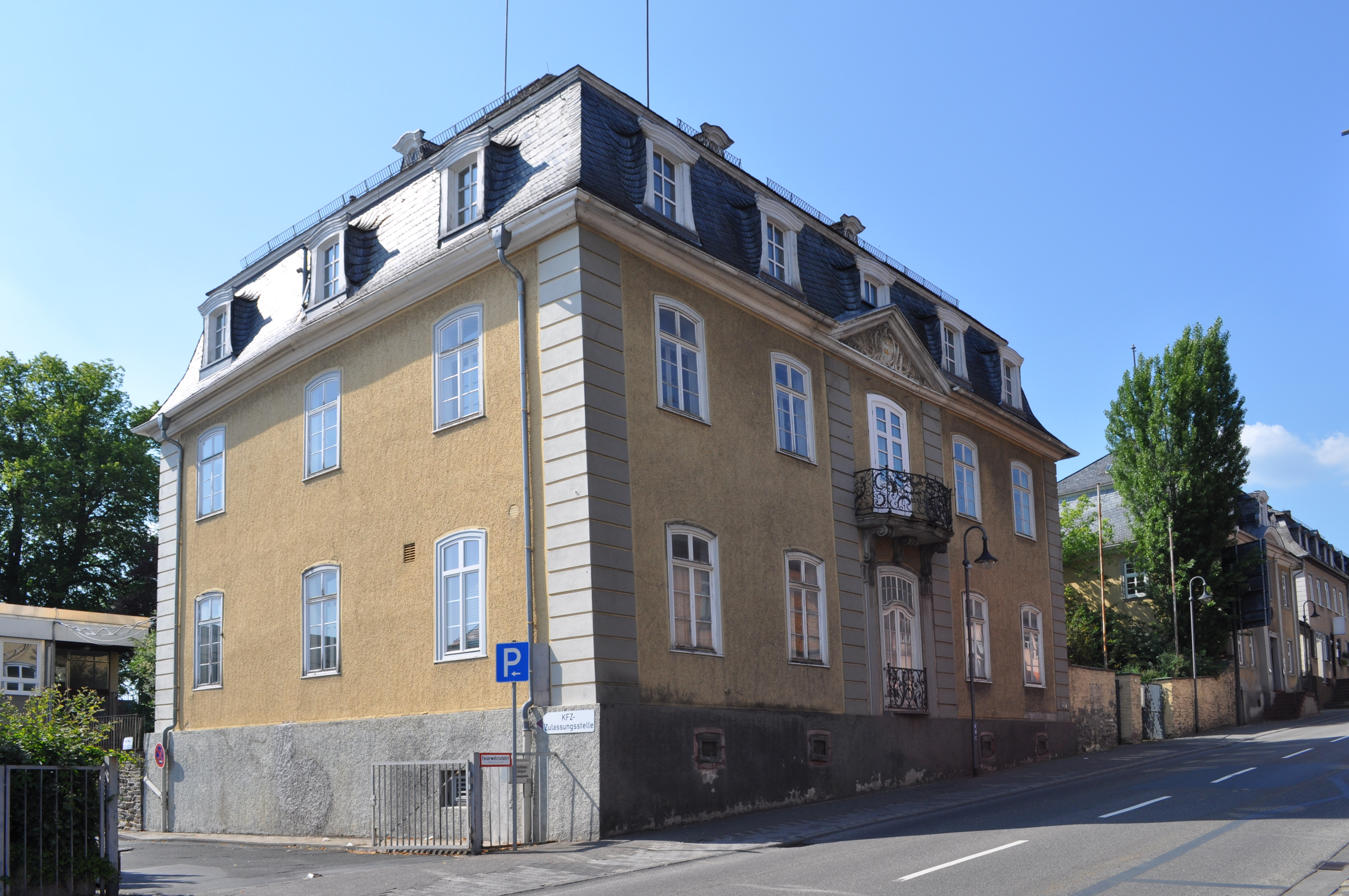
Het Prinzenpalais in Usingen
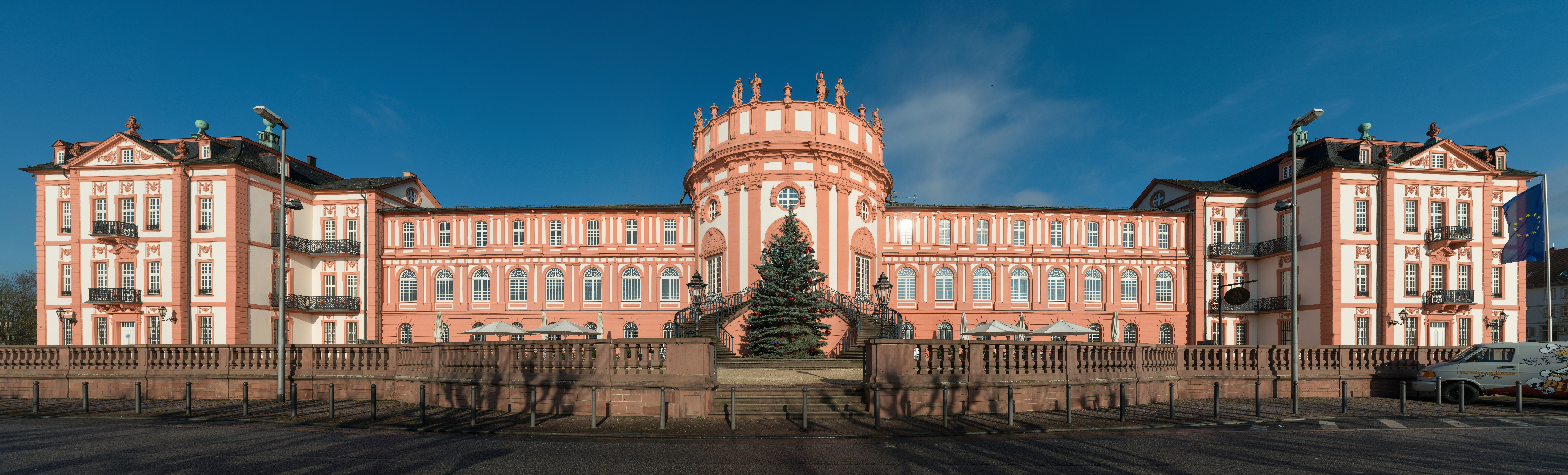
Slot Biebrich
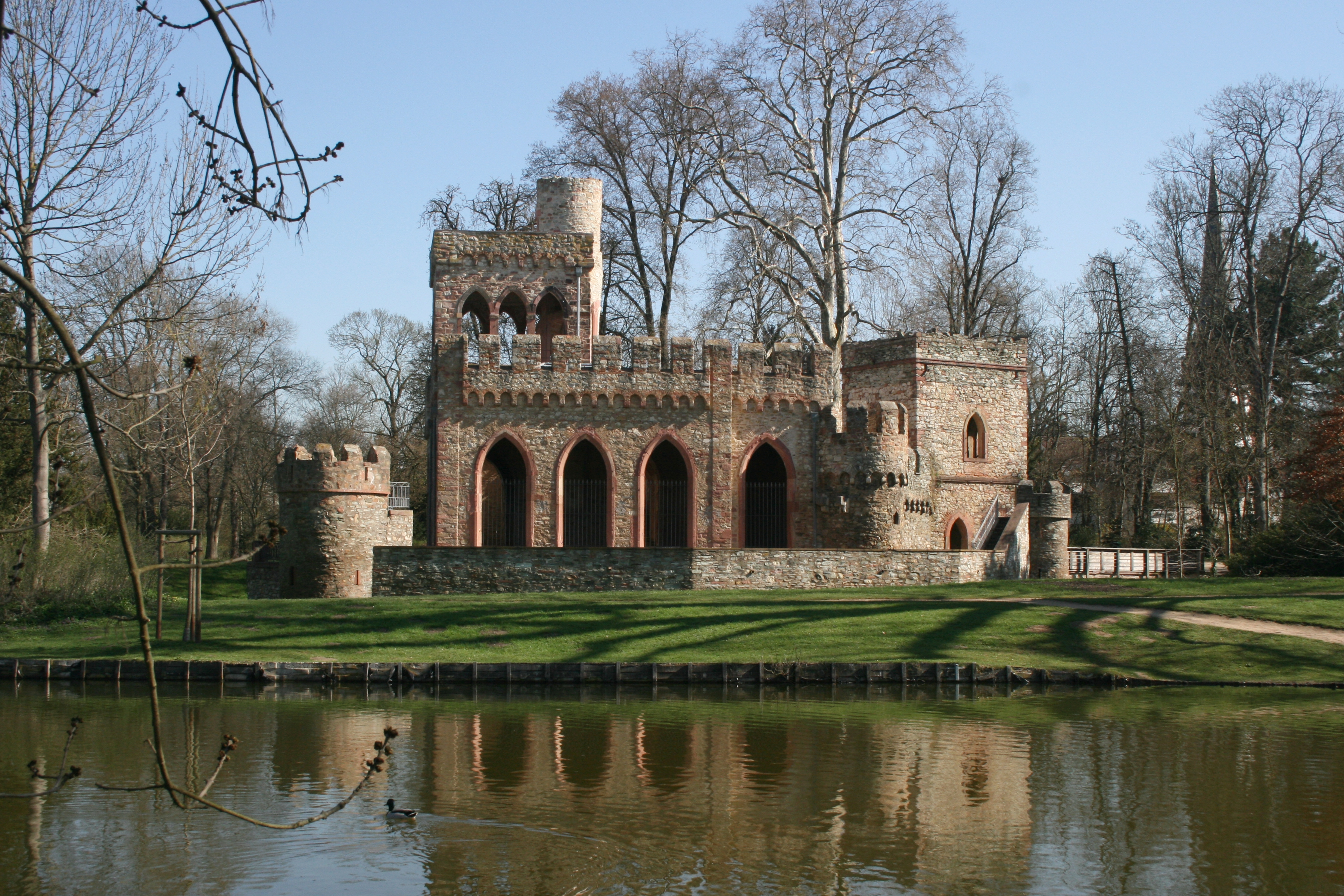
De Mosburg in het Slotpark van Biebrich
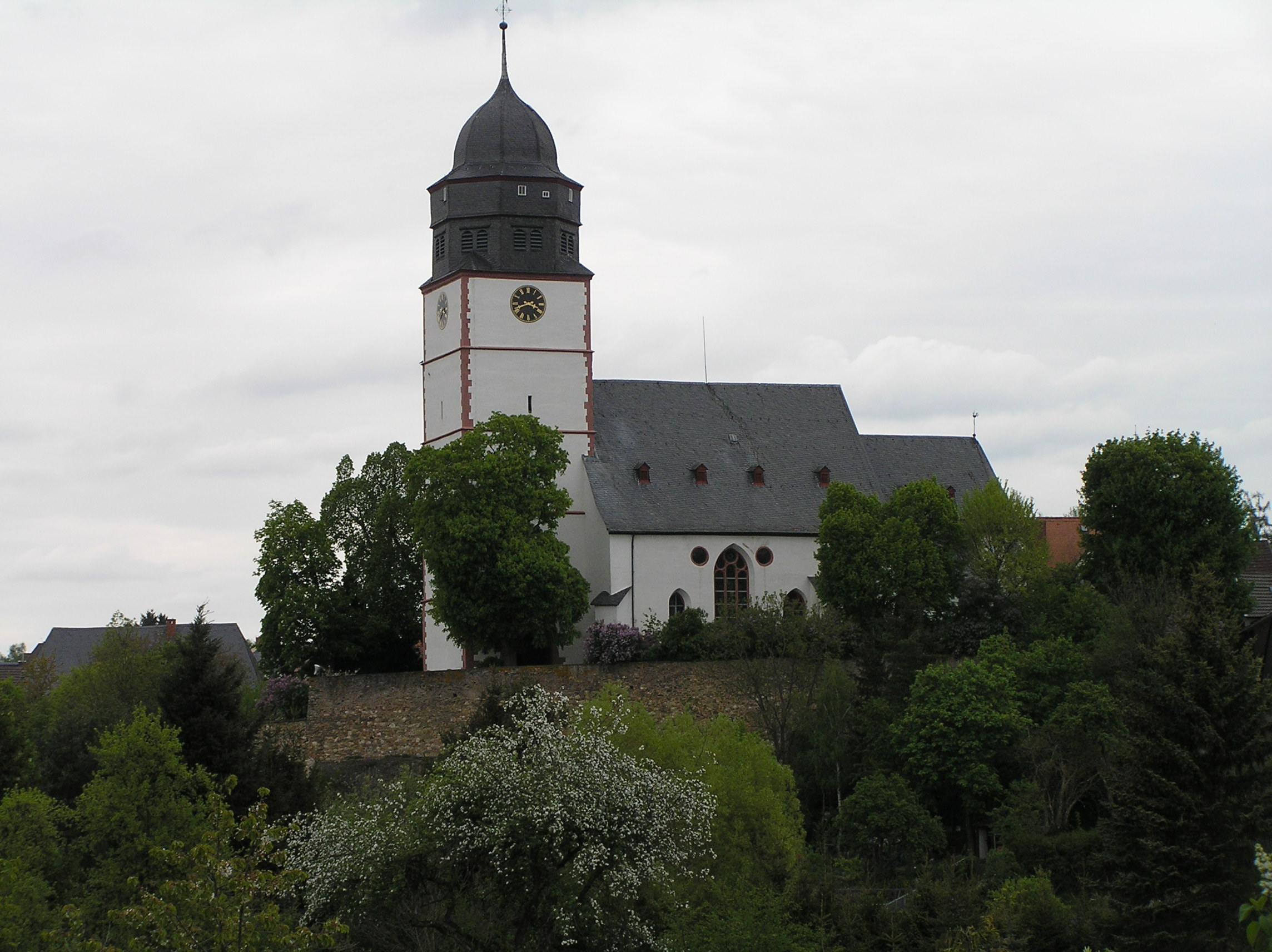
De Laurentiuskerk te Usingen
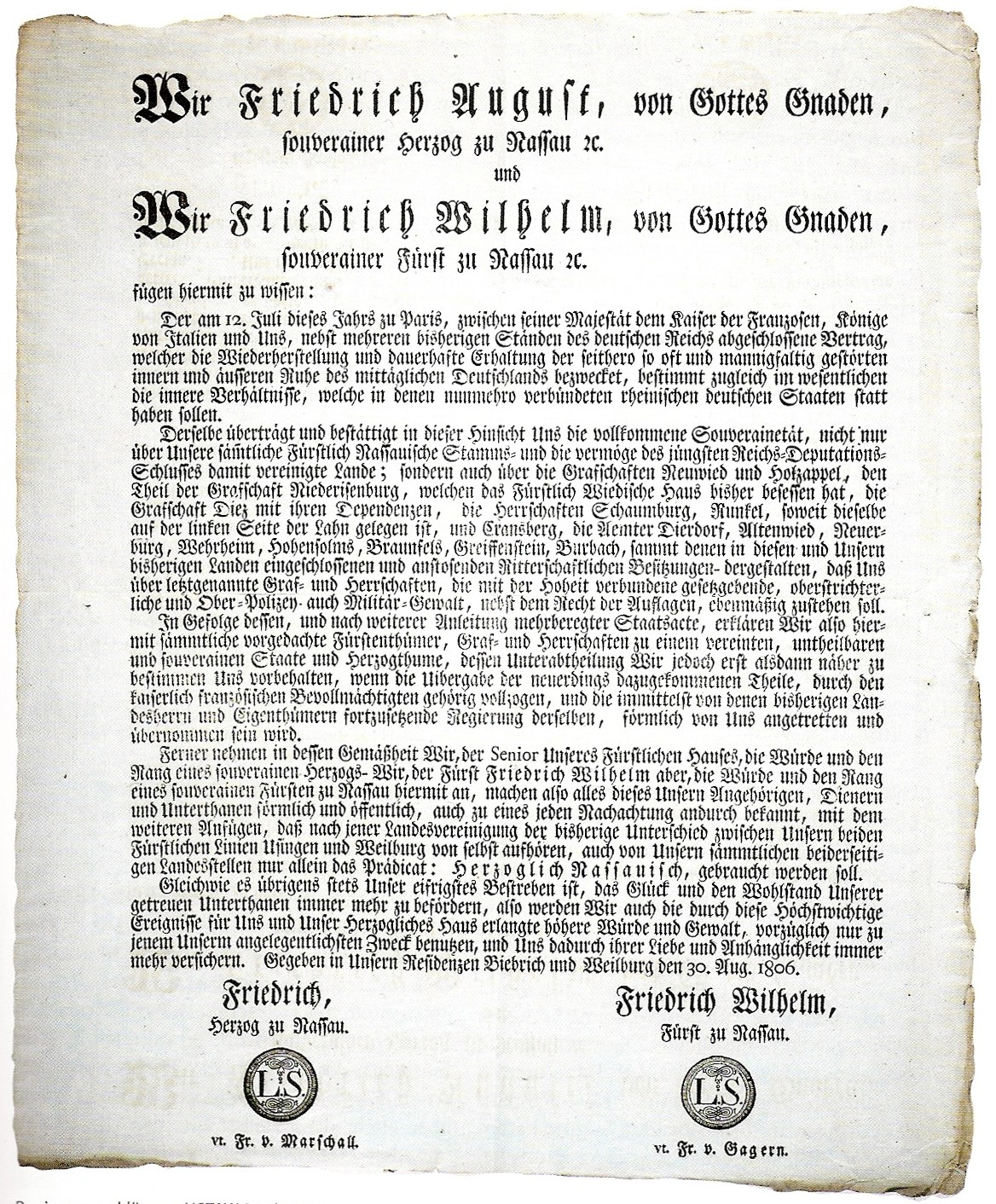
De stichtingsoorkonde van het hertogdom Nassau

## Huwelijk en kinderen
Frederik August huwde te Arolsen op 23 april 1775 met Louise van Waldeck-Pyrmont (Arolsen 29 januari 1751 - Frankfurt am Main 17 november 1816), dochter van vorst Karel August Frederik van Waldeck-Pyrmont en Christina van Palts-Zweibrücken. Uit dit huwelijk werden de volgende kinderen geboren:
1. Christiane Louise (Biebrich 16 augustus 1776 - Karlsruhe 19 februari 1829), huwde te Slot Usingen op 9 december 1791 met prins en markgraaf Frederik van Baden (Karlsruhe 29 augustus 1756 - Karlsruhe 28 mei 1817).
2. Frederica (Usingen 30 augustus 1777 - Hochheim 28 augustus 1821), huwde te Frankfurt am Main op 9 februari 1792 met vorst August Christiaan van Anhalt-Köthen (Köthen 18 november 1769 - Slot Geuz bij Köthen 5 mei 1812). Het huwelijk werd ontbonden door echtscheiding te Wiesbaden op 24 september 1803 en te Köthen op 1 oktober 1803.
3. Augusta Amalia (Usingen 30 december 1778 - Wildbad 16 juli 1846), huwde eerst te Biebrich op 2 augustus 1804 met landgraaf Lodewijk Willem Frederik van Hessen-Homburg (Homburg vor der Höhe 29 augustus 1770 - Luxemburg 19 januari 1839). Het huwelijk werd ontbonden door echtscheiding te Wiesbaden op 13 juni 1805. Augusta Amalia hertrouwde te Frankfurt am Main op 7 september 1807 met Friedrich Wilhelm Graf von Bismarck (Windheim 28 juli 1783 - Konstanz 18 juni 1860).
4. Frederik Willem (Biebrich 30 juli 1780 - Biebrich 18 augustus 1780).
5. Louise Maria (Usingen 18 juni 1782 - Biebrich 27 juni 1812).
6. Frederica Victoria (Usingen 21 februari 1784 - Usingen 18 juni 1822).
7. Frederik Karel (Usingen 17 juni 1787 - Frankfurt am Main 29 september 1787).

## Voorouders
| Voorouders van Frederik August van Nassau-Usingen | Voorouders van Frederik August van Nassau-Usingen                                                    | Voorouders van Frederik August van Nassau-Usingen                                                    | Voorouders van Frederik August van Nassau-Usingen                                                     | Voorouders van Frederik August van Nassau-Usingen                                                     | Voorouders van Frederik August van Nassau-Usingen                                                   | Voorouders van Frederik August van Nassau-Usingen                                                   | Voorouders van Frederik August van Nassau-Usingen                                                    | Voorouders van Frederik August van Nassau-Usingen                                                    |
| ------------------------------------------------- | --- | --- | --- | --- | --------------------------------------------------------------------------------------------------- | --------------------------------------------------------------------------------------------------- | --- | --- |
| Overgrootouders                                   | Walraad van Nassau-Usingen (1635–1702) ∞ Catherine Françoise van Croÿ-Rœulx (1637–1686)              | Walraad van Nassau-Usingen (1635–1702) ∞ Catherine Françoise van Croÿ-Rœulx (1637–1686)              | Hendrik van Nassau-Dillenburg (1641–1701) ∞ Dorothea Elisabeth van Silezië-Liegnitz-Brieg (1646–1691) | Hendrik van Nassau-Dillenburg (1641–1701) ∞ Dorothea Elisabeth van Silezië-Liegnitz-Brieg (1646–1691) | Johan George I van Saksen-Eisenach (1634-1686) ∞ Johannetta van Sayn-Wittgenstein (1632-1701)       | Johan George I van Saksen-Eisenach (1634-1686) ∞ Johannetta van Sayn-Wittgenstein (1632-1701)       | Johan Adolf I van Saksen-Weißenfels (1649-1697) ∞ Johanna Magdalena van Saksen-Altenburg (1656-1686) | Johan Adolf I van Saksen-Weißenfels (1649-1697) ∞ Johanna Magdalena van Saksen-Altenburg (1656-1686) |
| Grootouders                                       | Willem Hendrik I van Nassau-Usingen (1684-1718) ∞ Charlotte Amalia van Nassau-Dillenburg (1680-1738) | Willem Hendrik I van Nassau-Usingen (1684-1718) ∞ Charlotte Amalia van Nassau-Dillenburg (1680-1738) | Willem Hendrik I van Nassau-Usingen (1684-1718) ∞ Charlotte Amalia van Nassau-Dillenburg (1680-1738)  | Willem Hendrik I van Nassau-Usingen (1684-1718) ∞ Charlotte Amalia van Nassau-Dillenburg (1680-1738)  | Johan Willem van Saksen-Eisenach (1666-1729) ∞ Magdalene Sibylle van Saksen-Weissenfels (1692-1734) | Johan Willem van Saksen-Eisenach (1666-1729) ∞ Magdalene Sibylle van Saksen-Weissenfels (1692-1734) | Johan Willem van Saksen-Eisenach (1666-1729) ∞ Magdalene Sibylle van Saksen-Weissenfels (1692-1734)  | Johan Willem van Saksen-Eisenach (1666-1729) ∞ Magdalene Sibylle van Saksen-Weissenfels (1692-1734)  |
| Ouders                                            | Karel van Nassau-Usingen (1712-1775) ∞ Christiane Wilhelmina van Saksen-Eisenach (1711-1740)         | Karel van Nassau-Usingen (1712-1775) ∞ Christiane Wilhelmina van Saksen-Eisenach (1711-1740)         | Karel van Nassau-Usingen (1712-1775) ∞ Christiane Wilhelmina van Saksen-Eisenach (1711-1740)          | Karel van Nassau-Usingen (1712-1775) ∞ Christiane Wilhelmina van Saksen-Eisenach (1711-1740)          | Karel van Nassau-Usingen (1712-1775) ∞ Christiane Wilhelmina van Saksen-Eisenach (1711-1740)        | Karel van Nassau-Usingen (1712-1775) ∞ Christiane Wilhelmina van Saksen-Eisenach (1711-1740)        | Karel van Nassau-Usingen (1712-1775) ∞ Christiane Wilhelmina van Saksen-Eisenach (1711-1740)         | Karel van Nassau-Usingen (1712-1775) ∞ Christiane Wilhelmina van Saksen-Eisenach (1711-1740)         |
| Frederik August van Nassau-Usingen (1738-1816)    | | | | | | | | |